# 陈国诚
陈国诚（1967年—），海南陵水人，黎族，中华人民共和国政治人物、第十一届全国人民代表大会海南地区代表。
毕业于清华大学建筑结构工程专业。加入民建。担任海南省五指山市副市长。2008年起担任全国人大代表。